# Кызыл-Чишма (Миякинский район)
Кызыл-Чишма (баш. Ҡыҙыл Шишмә) — деревня в Миякинском районе Республики Башкортостан Российской Федерации. Входит в состав Миякинского сельсовета.

## География

### Географическое положение
Расположено на реке Киргиз-Мияки.
Расстояние до:
- районного центра (Киргиз-Мияки): 4 км,
- центра сельсовета (Киргиз-Мияки): 4 км,
- ближайшей ж/д станции (Аксёново): 39 км.

## Население
| 2002 | 2009 | 2010 |
| ---- | ---- | ---- |
| 192  | ↗193 | ↘178 |

Национальный состав
Согласно переписи 2002 года, преобладающая национальность — татары (72 %).